# Carta a una sombra
Carta a una sombra es una película documental colombiana de 2015 dirigida por Daniela Abad y Miguel Salazar. Se trata de un documental homenaje que hace la directora Daniela Abad a su abuelo, Héctor Abad Gómez, un pionero en el campo de la salud pública y defensor de los derechos humanos, que fue asesinado a sangre fría en la ciudad de Medellín en 1987 por un sicario. Está basado en el libro El olvido que seremos de Héctor Abad Faciolince, padre de la directora y destacado escritor colombiano. El documental toma la historia del libro y se adentra en las historias íntimas de la familia Abad, retratando la violencia en la que se encontraba atrapada la nación colombiana en las décadas de 1980 y 1990. La película ganó el premio del público y el premio especial del jurado en la edición n.º 55 del Festival Internacional de Cine de Cartagena en 2015.